# Dysschema subguttata
Dysschema subguttata là một loài bướm đêm thuộc phân họ Arctiinae, họ Erebidae.